# Cinnamomum doederleinii
Cinnamomum doederleinii är en lagerväxtart som beskrevs av Adolf Engler. Cinnamomum doederleinii ingår i släktet Cinnamomum och familjen lagerväxter. Utöver nominatformen finns också underarten C. d. pseudodaphnoides.